# Ли Ходжон (фигуристка)
Ли Ходжо́н (кор. 이호정; род. 15 марта 1997, Сеул) — южнокорейская фигуристка, выступавшая в танцах на льду. В паре с Ричардом Камом становилась серебряным призёром чемпионата Южной Кореи (2017) и участницей чемпионата четырёх континентов (2016, 2017).

## Биография
Обучалась в средней школе Синмок. Начала заниматься фигурным катанием в 2004 году. Сперва выступала как одиночница, каталась под руководством Чхве Хёнгён и Син Хесук. Хореографом и постановщиком её программ являлся Кэндзи Миямото. В соревновательном сезоне 2010/2011 Ли стала пятой на взрослом чемпионате Южной Кореи и заняла двадцать третье место среди тридцати участниц на чемпионате мира среди юниоров.
Из-за травмы, несовместимой с продолжением занятий одиночным катанием, в 2014 году Ли перешла в танцы на льду, где ей составил пару Ричард Кам. Танцоры тренировались в Канаде, в монреальской группе Мари-Франс Дюбрёй, Патриса Лозона и Ромена Агеноэра. Также с фигуристами занимались наставники и хореографы Паскаль Дени, Меган Уинг и Аарон Лоу.
В рамках юниорского Гран-при в Словакии, проходившем в 2015 году Ли и Кам установили рекорд пары по сумме баллов — 129,28. На взрослом уровне они дважды выступили на чемпионате четырёх континентов. В сезоне 2016/2017, который стал последним в их совместной карьере, танцоры финишировали на четвёртой позиции Азиатских игр, а также завоевали серебро южнокорейского чемпионата.
После ухода из спорта — тренер, хореограф и комментатор фигурного катания на канале SBS.

## Результаты
| Выступления в одиночном катании |       |       |       |
| Соревнования                    | 10/11 | 11/12 | 12/13 |
| Международные среди юниоров     |       |       |       |
| Чемпионат мира                  | 23    |       |       |
| Гран-при Румынии                | 9     |       |       |
| Гран-при Японии                 | 6     |       |       |
| Гран-при Латвии                 |       | 12    |       |
| Asian Trophy                    |       | 5     |       |
| Национальные                    |       |       |       |
| Чемпионат Южной Кореи           | 5     |       | 17    |

| Выступления в паре с Ричардом Камом |       |       |       |
| Соревнования                        | 14/15 | 15/16 | 16/17 |
| Международные                       |       |       |       |
| Четыре континента                   |       | 10    | 13    |
| Азиатские игры                      |       |       | 4     |
| Open d'Andorra                      |       |       | 6     |
| Международные среди юниоров         |       |       |       |
| Чемпионат мира                      | 19    | 14    |       |
| Гран-при США                        |       | 7     |       |
| Гран-при Словакии                   |       | 4     |       |
| Tallinn Trophy                      | 4     |       |       |
| Национальные                        |       |       |       |
| Чемпионат Южной Кореи               |       | 3     | 2     |